# August Wäscher
August Wäscher (* 20. Dezember 1881 in Borlinghausen; † 14. Januar 1960 in Werl) war ein deutscher Künstler und Bildhauer.

## Leben
Das Handwerk der Bildhauerei lernte er unter anderem in der Dombauhütte Köln. Die Wanderjahre verbrachte er in Mitteldeutschland und Schlesien, bevor er sich 1903 in Werl niederließ. Dort prägen zahlreiche sakrale Skulpturen aus seiner Hand bis heute die Kirchen und das Stadtbild. Bekannte Werke sind z. B. die 12 Stationen der Passion Christi und das Triumphkreuz auf dem Kreuzwegplatz an der Wallfahrtsbasilika Mariä Heimsuchung und das Michaelsdenkmal auf dem Parkfriedhof Werl, wo sich auch zahlreiche von ihm gestaltete Grabmale befinden. Für seine Arbeiten benutzte er neben Stein und Steinguss oft auch Materialien, die ihn mit der Wahlheimatstadt verbanden, wie Salinenholz und Dornstein aus den Werler Gradierwerken.
Obwohl August Wäscher hauptsächlich in Werl tätig war, sind seine religiös geprägten Skulpturen und Reliefs auch über die Grenzen der Wallfahrtsstadt hinaus zu finden. Der Korpus Christi, als 10 Station des Kreuzwegs in der Christkönigkirche Wambeln in Hamm-Rhynern stammt aus seiner Werkstatt. Ursprünglich war er Teil des Ehrenmals der Gemeinde. In Niederense gibt es ein Wegkreuz mit einer Christusfigur aus Salinenholz. Da er aber als Bildhauer seinen Lebensunterhalt verdiente, ist der Verbleib vieler seiner Kleinkunstwerke wie Heiligenfiguren, Weihnachtskrippen und Grabmale heute nicht mehr überliefert.
August Wäscher starb im 1960 im Alter von 78 Jahren. Bestattet ist er auf dem Parkfriedhof Werl. Sein Sohn Joseph Wäscher war ebenfalls ein bedeutender Bildhauer.

## Werke (Auswahl)
- 1909 – „Pieta“ in der Wallfahrtsbasilika Mariä Heimsuchung (Werl)
- 1909 – „Kreuzweg an der Wallfahrtsbasilika Mariä Heimsuchung“ (Werl). Die 14 Grotten wurden aus Tuff und Dornstein aus den Werler Gradierwerken errichtet. Nachdem der Platz 1977 verkleinert wurde, riss man einige der reich verzierten Grotten ab. Die 5 Relieftafeln des Kreuzwegs bekamen eine moderne Einfassung aus Anröchter Stein.
- 1912 – „Triumphkreuz“. Kreuzweg an der Wallfahrtsbasilika Mariä Heimsuchung (Werl), Station 10.
- 1912 – „Hl. Franziskus nimmt Jesus vom Kreuz“. Steinplastik nach einem Bild des spanischen Maler Bartolomé Esteban Murillo am neuen Grabfeld der Franziskaner. (Parkfriedhof Werl)
- 1925 – „Korpus am Ehrenmal der Christkönigkirche Wambeln“. Heute befindet sich der Korpus aus Salinenholz als Station 12 des Kreuzweges in der Kirche. (Hamm – Wambeln)
- 1926 – „Schutzmantelmadonna“. Relief über dem Eingang in der Marienkapelle auf der Gänsevöhde am Rathaus Werl.
- 1927 – „Kruzifix“ aus Eichenholz im Heiligenhäuschen am Grabfeld der Franziskaner bei dem Jesus an einem ᛉ-Kreuz hängt. (Parkfriedhof Werl)
- 1930 – „Michaelsdenkmal“. Ehrenmal in Erinnerung an die Opfer der Kriege von 1870/71 und dem 1. Weltkrieg.
- 1938 – „Kruzifix“ aus Holz an der Altarwand der Kapelle St. Michael (Werl – Budberg)
- 1940 – „Hl. Michael“, Außen im Giebel der Kapelle St. Michael (Budberg)|St. Michael. (Werl – Budberg)
- 1942 – „Hl. Michael“, Statue für die Kapelle St. Michael. (Werl – Budberg)

## Bilder

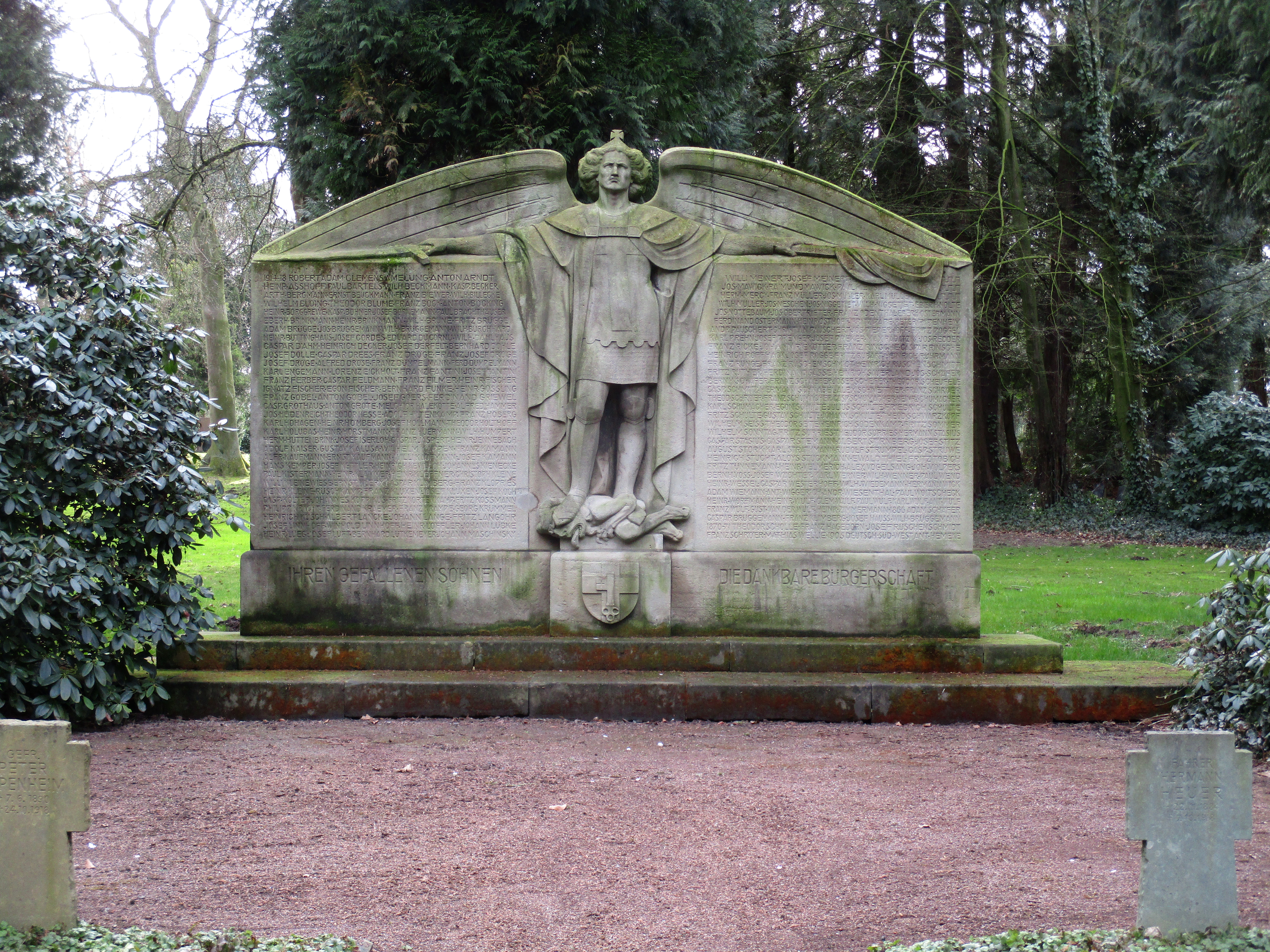
Michaelsdenkmal auf dem Parkfriedhof Werl.
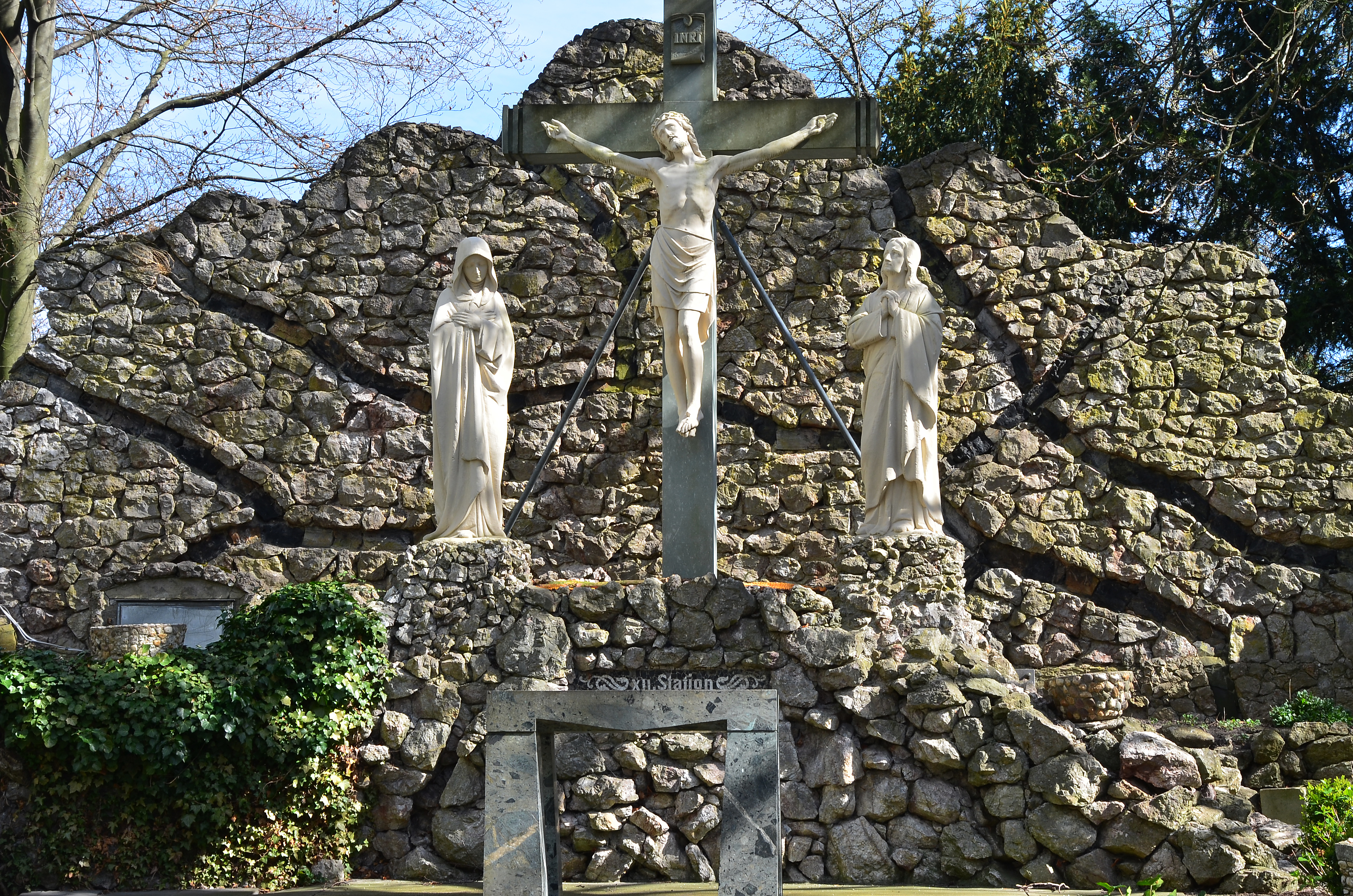
Triumphkreuz am Kreuzweg der Wallfahrtsbasilika.
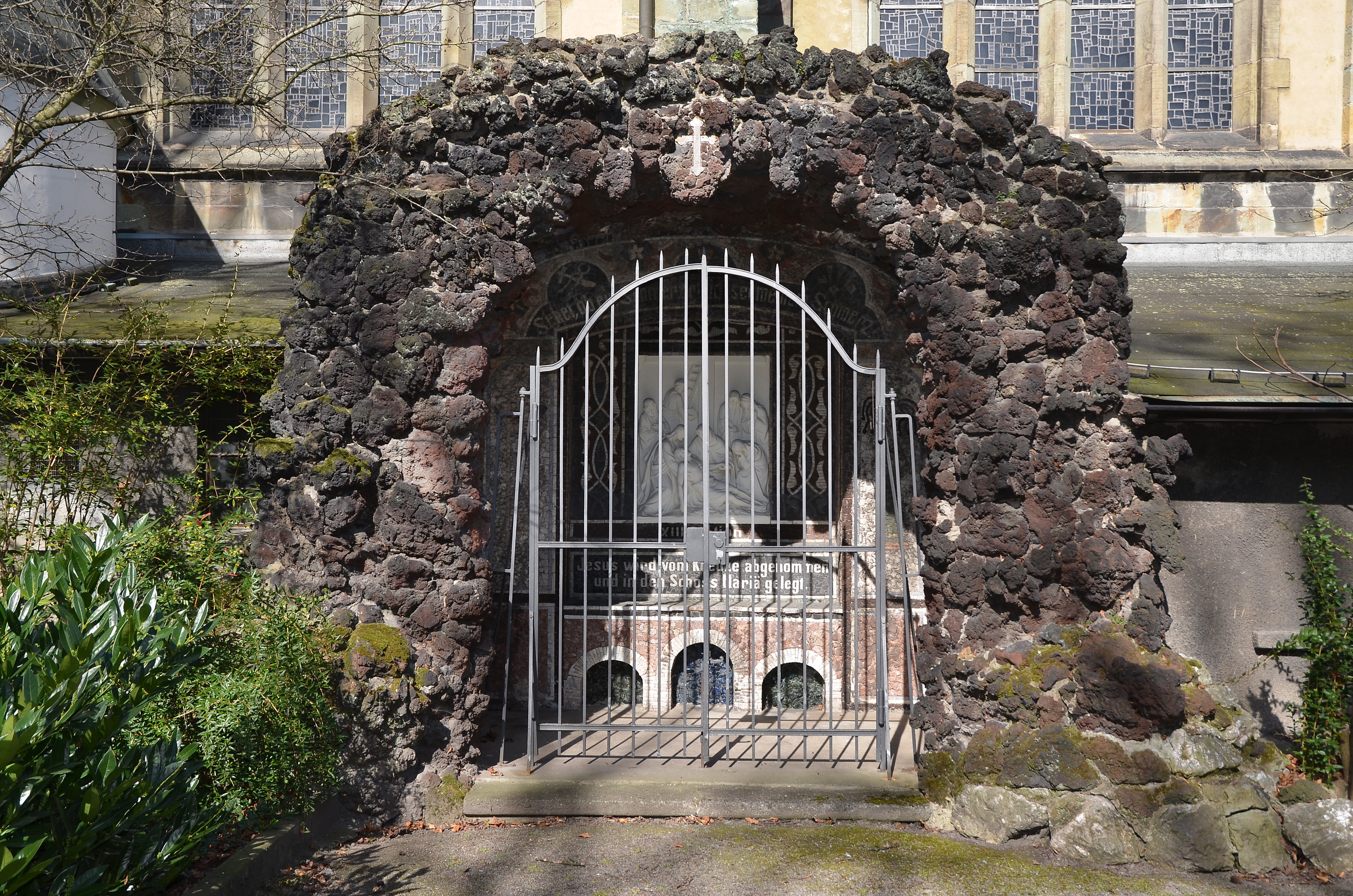
Kreuzwegstation am Kreuzweg der Wallfahrtsbasilika.
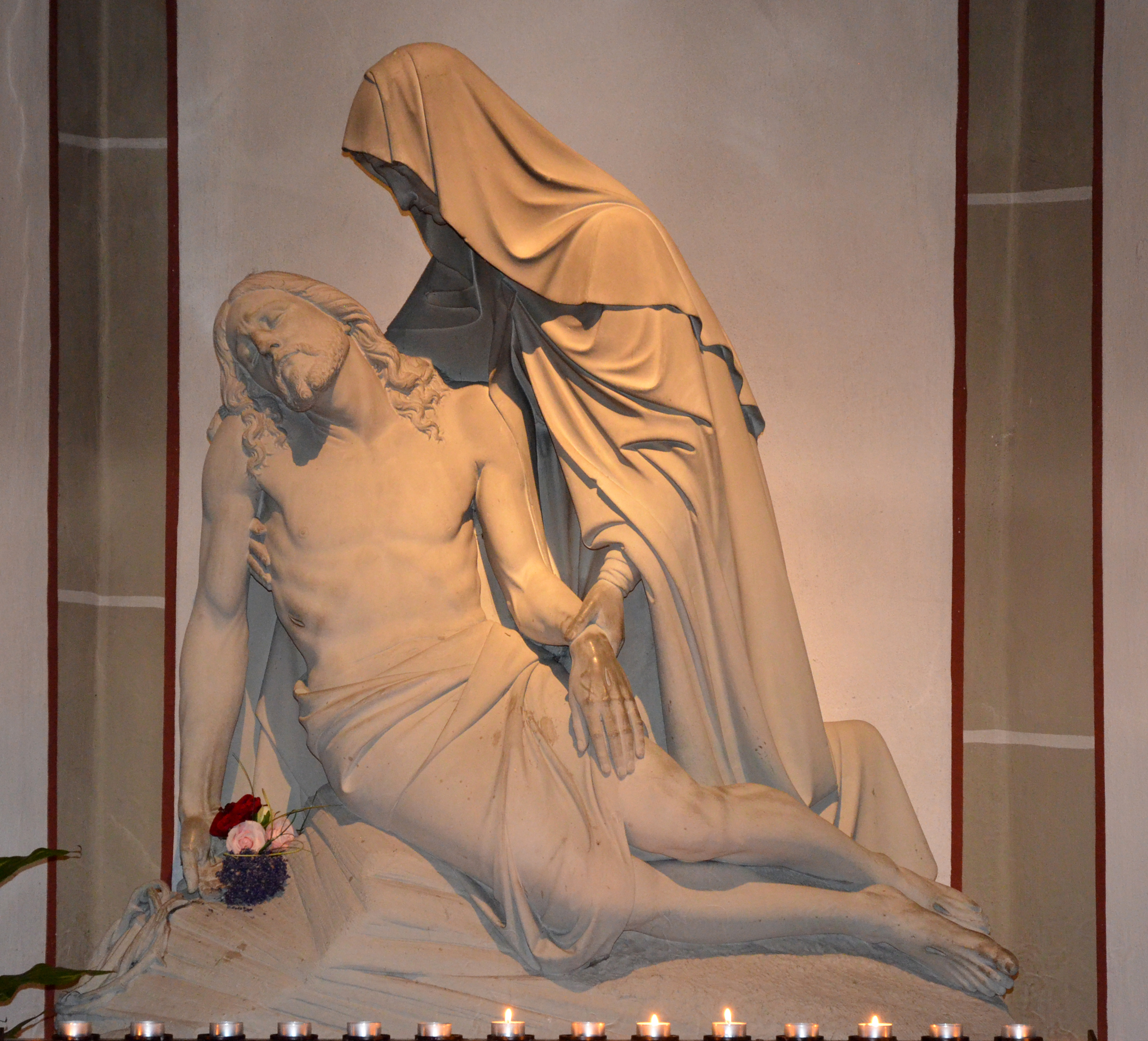
Pieta in der Wallfahrtsbasilika Mariä Heimsuchung.
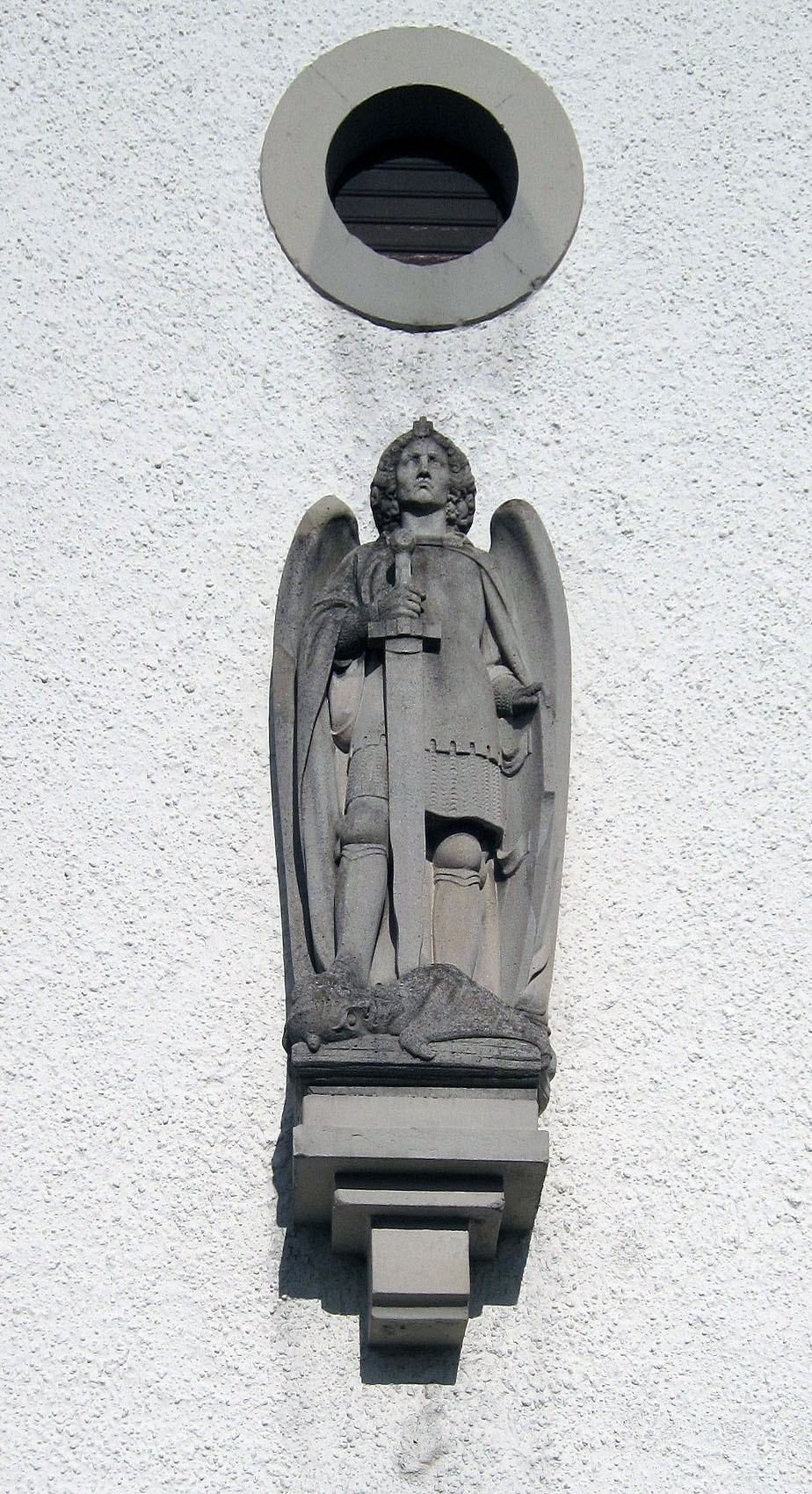
Hl. Michael an der Kapelle St. Michael in Werl-Budberg.